# Garaví
Garaví  (en guaraní: Garavi), anteriormente conocida como José Rafael Gómez, es una localidad y municipio argentino, situada en el departamento Santo Tomé de la provincia de Corrientes. Su área se encuentra dentro de la proyectada represa de Garaví.
Sus principales actividades económicas son la forestación y la agricultura y ganadería en pequeña escala.

## Toponimia
Lo debe a un cacique guaraní que vivió en la zona durante la época de los jesuitas.

## Historia
Surgió por medio de una ley nacional que creó una colonia agrícola con lotes de 50 hectáreas cuyo propósito era ocupar áreas fronterizas en una zona conocida como Garaví por el nombre de un cacique indígena que habitó estas tierras. El 5 de diciembre de 1912 se fundó el poblado dándole el nombre de José Rafael Gómez, gobernador de la provincia en 1901, no obstante los pobladores siguieron llamándola Garaví. En 1962 se creó la Comisión de Fomento, y cuatro años después adquirió el estatus de municipio de tercera categoría.
En 2012 la Legislatura provincial aprobó denominar oficialmente a la localidad como Garaví.

## Población
Cuenta con 861 habitantes (Indec, 2010), lo que representa un incremento del 9,1% frente a los 789 habitantes (Indec, 2001) del censo anterior.
| Gráfica de evolución demográfica de Garabí entre 1991 y 2010 |
|                                                              |
| Fuente: Censos nacionales del INDEC                          |